# Lyke Wake
I Lyke Wake sono un gruppo di musica sperimentale Italiano di matrice post-industriale nato a Roma nel 1981 da un'idea di Stefano Di Serio.

## Storia del gruppo
I Lyke Wake nascono a Roma nel 1981 e rimasero attivi fino agli anni '90. Fin dalle prime cassette appare chiaro il tendere ad un suono e ad una poetica isolazionista. Nello split con i Nightmare Lodge il foglio in fotocopia interno al disco recita: "LW attraverso i propri rumori, solo apparentemente destrutturati, ma che seguono invece l'unico ordine possibile, costituisce un universo isolato ed inarrivabile, lontano da quel mondo che rifiuta, inavvicinabile dall'umanità turpe e malata".
Importanti furono anche le partecipazioni a compilation internazionali come International Sound Communication, Tendencies Tape o The Storm Of The Passion.
Nel 2011, dopo anni di silenzio, l'etichetta Joy De Vivre ha pubblicato un nuovo album dal titolo Mother II.

## Produzioni[4]

### Album
- 1981 - Necronomicon - C60
- 1983 - Loneliness - C90
- 1983 - When The Rest Of Heaven Was Blue (limited edition) - C90
- 1984 - The Dark Sea Of Pain (Cassetta C90, Aseptic Noise)
- 1984 - Clots Of Noise (limited edition) - C46
- 1984 - The Psychic Plague (limited edition) - C46
- 1985 - Lost In The Psychic Noise (Cassetta C46, autoprodotta)
- 1986 - Let The Suffering Grow Inside (Cassetta C90, Aseptic Noise)
- 1987 - The Long Last Dream (Cassetta C46, Misty Circles)
- 1987 - Live at Diamond Dogs - 20/3/1987 - napoli - C46
- 1988 - The Noise Of Dream (2xCassetta C90, Aseptic Noise)
- 1990 - Live at Rosso Di Sera - 24/11/1989 - Roma - C60
- 1990 - Day Dreaming - C46
- 2002 - The Noise And The Dream (compilation) - 2CD
- 2010 - Mother - CD
- 2011 - Mother II - MP3
- 2011 - Mother II (Cassetta C74, Joy De Vivre)
- 2012 - Mother Will Take Me To The Sky - MP3
- 2013 - Live at Closer - 5/1/2013 - rome - destination morgue VI - 'mp3
- 2013 - The Long Last Dream - (CD edition for Final Muzik) - CD
- 2013 - The Black Light - CD
- 2013 - Live at Art Night - 22/6/2013 - venice - 'persuasion act V: im sterben liegen'
- 2014 - The Dark After Dark - CD

### Album Split
- 1985 - Anhelo (split con i Tasaday e Zona Industriale -Cassetta- Anhelo Tapes)
- 1988 - Untitled (split con i Negativ Person -Cassetta- Aseptic Noise)
- 1989 - The Oneiric Transgression / Noise And Dream (split con i Nightmare Lodge - LP - Minus Habens Records)
- - Wolken (split con i Gerfried Feistritzer -Cassetta- ZNS Tapes)
- 2014 - Exhale. - (collaborazione con Le Cose Bianche (L.C.B.) - cassetta - Custom Body Records)
- 2016 - The Final Chapter - (collaborazione con Le Cose Bianche (L.C.B.) - cassetta - Soundscape713 Micro Label)

### Compilation
- 1983 - Capannoni Febbricitanti - con il brano _ _ _ _ _ _ _ _ _ _ _ _ (cassetta C60 Megamagomusic)
- 1986 - International Sound Communication Volume Number Nine - con i brani Bury The Dead For Fear (Caqssetta C90, A Man's Hate Production)
- 1986 - De Arte Moriendi Bardo Thödol - con il brano The Long Last Dream e Over The Raised Fists, (Cassetta C90, Misty Circles)
- 1987 - Nemesis 2 - con il brano Autism (Cassetta, Nemesis)
- 1987 - The Storm Of The Passion - con i brani TIn The Name Of The Unborn (Part. 1) e In The Unborn (Part. II) (Cassetta C90, Sicktone r.e.c.o.r.d.s., Expect Nøthing)
- 1987 - Tendencies Tape - con i brani Torture Garden (Cassetta, Stella Mars Product)
- 1987 - Risvegli Notturni - con i brani Untitled 1 e Untitled 2 (7", Discipline Produzioni)
- 1988 - Heroes To Ecstacy - con il brano The Inner Noise (Cassetta C90, Strength Through Awareness)
- 1988 - Durchschnittsanfall 3/4 - con il brano Sexual Delight (2xCassetta, Prion)
- 1988 - L'Intox Vient A Domicile - con il brano Phase 4 (Cassetta, Minus Habens records)
- 1989 - Carne Del Disastro - con il brano Day Dreaming (Intro) (Lp, Minus Habens records)
- 1989 - Schizophobia2 - con il brano The Sidereal Dream (Cassetta, Interrupt Product)
- 1990 - Rock Bands - con il brano A Third State Of Existence (Intro) (Cassetta, Stella Mars Product)
- 1990 - Giocco Crudele - con il brano The Power Of The Dream (Live) (Cassetta, Biotope Art Organization)
- 1990 - Non-Nuclear War - con il brano The Power Of The Dream (Cassetta, ZNS Tapes)
- - Il Pranzo Di Trimalchione - con il brano Extermination (Cassetta, Actéon)
- - Buio Ignoto - con i brani Burning Human Flesh e Pavor Nocturnus (Cassetta, Discipline Produzioni)
- 2004 - Non-Nuclear War - con il brano Should Lanterns Shine ed altri 5 brani (File MP3, Zeromoon)